# Allium dilatatum
Variété
Classification APG III (2009)
Allium dilatatum est une espèce de plantes à fleurs du genre Allium de la famille des Amaryllidaceae.

## Description
Allium dilatatum est une plante herbacée vivace atteignant de 25 à 50 centimètres de hauteur. Ce géophyte forme des bulbes pour se reproduire. Les feuilles mesurent 1 à 2 millimètres de large et se flétrissent quand les fleurs sont épanouies..
Les pedicelles mesurent de 5 à 15 millimètres de long. Les pétales sont de couleur blanche et ont une bande centrale verte. Les bractées externes ont une carène papilleuse. La partie inférieure des étamines est deux à trois fois plus longue que la pointe centrale.
La période de floraison s'étend de juillet à octobre.
Le nombre de chromosomes est 2n = 16.

## Habitat
Allium dilatatum est endémique en Crète dans les régions de La Canée et Réthymnon.
L'espèce pousse sur les parois rocheuses et dans les forêts de pins rocheux à des altitudes de 0 à 900 mètres.